# Savoy (restaurang)

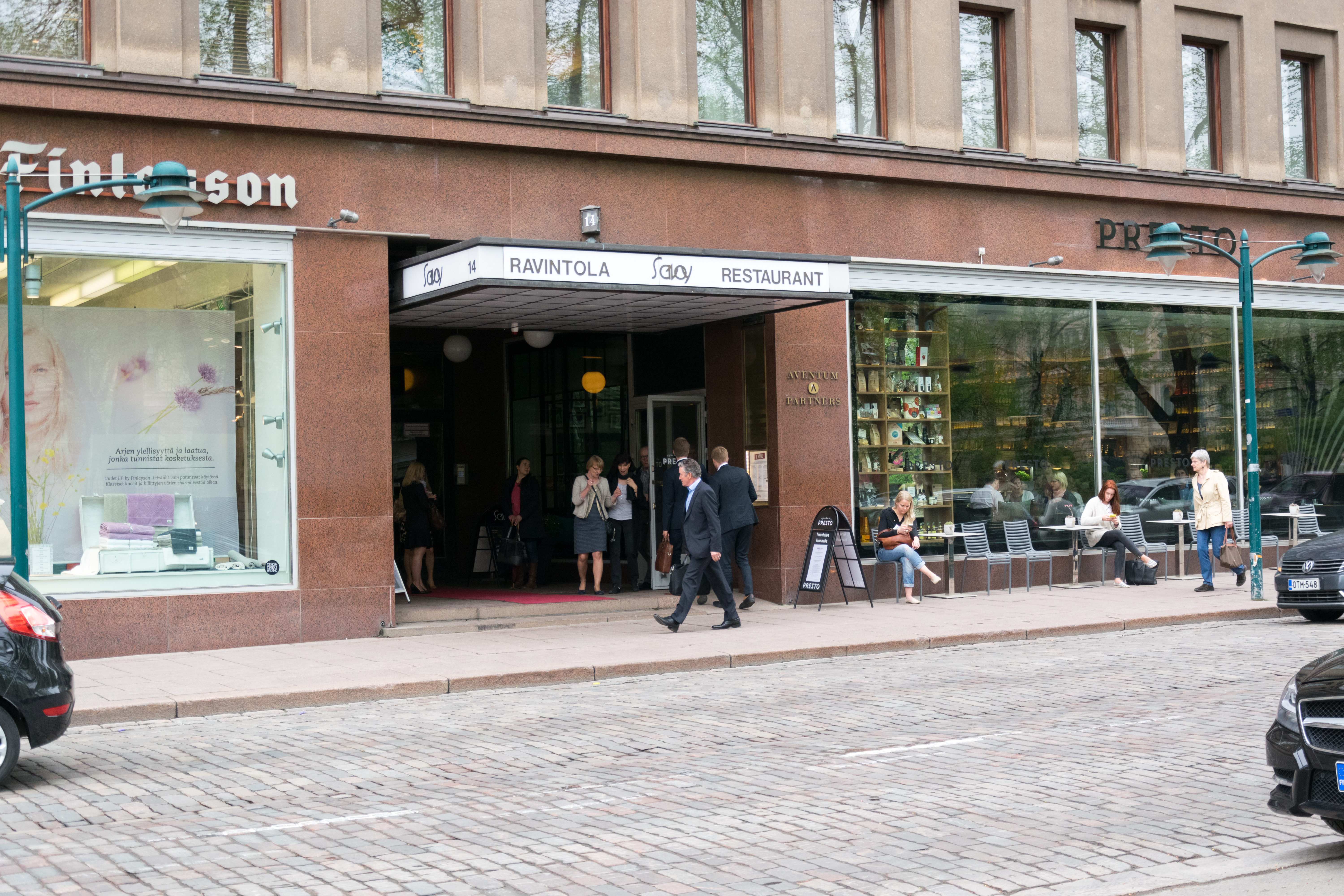
Savoys entré

Savoy är en restaurang vid Esplanadparken i Helsingfors, med adress Södra Esplanaden 14.
Restaurang Savoy öppnade den 3 juni 1937 högt upp i en nybyggd affärs- och kontorsbyggnad tillhörande aktiebolaget A. Ahlström, numera kallat Ahlstrom. Den finska dagstidningen Helsingin Sanomat berättade samma dag om öppnandet av Savoy i Ahlströms nya hus, i hörnet av Södra Esplanaden och Kaserngatan, med utsikt över takåsarna. Tidningen spådde att Savoy "av allt att döma" skulle bli en populär rekreations- och mötesplats hos såväl huvudstadsbor som turister. 
Gustaf Mannerheim betraktas som Savoys mest berömda och mest krävande stamgäst genom tiderna. Kännetecknande var bland annat att han inte ville höra några rekommendationer från kökschefen. Den östeuropeiska kötträtten "vorschmack", som serveras med saltgurka och rödbetor, och som påstås vara Mannerheims favoriträtt, ingår än idag i Savoys menu, liksom marskalkens snaps. 

## Historik
År 1936 lät aktiebolaget A. Ahlström bygga en affärs- och kontorsbyggnad benämnd Teollisuuspalatsi (svenska: "Industripalatset") i hörnet av Södra Esplanaden och Kaserngatan. Byggnaden ritades av Valter Jung. Direktör Harry Gullichsen engagerade Alvar Aalto att inreda restaurang- och festvåningarna på plan 7 och 8. Det blev ett samarbete mellan paret Alvar och Aino Aalto. Ingenting skulle lämnas åt slumpen beträffande det avsedda uttrycket i en klassisk, stilren matsal. Arkitekternas mål var att skapa en luftig, intim restaurang. Arbetet realiserades av Artek Oy. Väggar och tak kläddes med björkfanér, och bland inredningsdetaljer kan nämnas Aino Aaltos klubbstolar och Alvar Aaltos belysningsarmaturer. Huvuddelen av restaurangens möbler levererades av Kervo snickerifabrik. Textilkonstnären Dora Jung skapade restaurangens första borddukar. Växtarrangemangen, som arkitekten Paul Olsson tagit fram, rönte stor uppmärksamhet redan vid restaurangens öppnande. Alldeles särskilt uppmärksammades också Savoys fyra för den tiden ovanliga snabbhissar samt luftkonditioneringen, som höll undan cigarröken. Svenskfödda Gustav Rasmussen och Runar Björklund, den sistnämnde också känd som elitidrottaren "Pixen", var Savoys första restauratörer. Gustav Rasmussen, som tidigare arbetat bland annat på restaurang Hasselbacken, och som dessutom hade internationell erfarenhet från flera europeiska städer, var restaurangchef. Köttmästaren Pettersson ansvarade för köket de första åren.

## Savoyvasen
Alvar och Aino Aaltos Savoyvas är den mest kända inredningsdetaljen på restaurang Savoy. De första exemplaren tillverkades 1936. Vasen formgavs ursprungligen till en formgivningstävling för de av Ahlstrom-ägda glasbruken Iittala och Karhula. Inspirationen till vasen hämtades från eskimåkvinnornas traditionella dräkt. Vasen kallas numera ofta Aalto-vas.